# 夜がくる
「夜がくる」（よるがくる）は、サントリー（二代目法人）のウィスキー「サントリーオールド」のコマーシャルソング。小林亜星作曲。

## 概要
サントリーオールドのテレビCMを手がけるに当たって「人間みな兄弟」（にんげんみなきょうだい）のタイトルで作曲された。「人間みな兄弟」のタイトルはかつて壽屋（現・サントリー酒類）宣伝部に所属していた開高健が考えたキャッチコピーであり、小林がこのコピーからのインスピレーションにより作曲したものである。
1968年に最初に放送されたバージョンは、男性のスキャットとギター伴奏によるハ短調のものである。スキャットを歌ったのは、小林の知り合いで、当時上智大学神学科の教授でありゴスペル・シンガーでもあったサイラス・モズレーという人物であった。楽曲はCMに用いるために短く完結しており、短いイントロと8小節の主旋律を必要に応じて繰り返すのみとなっている。
後に、小林自身により日本語の歌詞がつけられ、このときに「夜がくる」のタイトルがつけられる。このときの日本語詞バージョンは「マークHAMA」の名で小林自らが歌っている。
以後、何度かの中断期をはさみ、現在までさまざまなアレンジでサントリーオールドのCMに用いられているが、その中でも最初のスキャットバージョンが最も広く知られており、2008年のCM（國村隼・伊藤歩が出演した「家族の絆」シリーズ）でもスキャットバージョンが採用されていた。
なお、複数のバージョンを収めたCD『人間みな兄弟〜夜がくる』 (CRCP-20254) が2000年8月23日に日本クラウンからリリースされている。
また、2008年3月15日開業の西日本旅客鉄道（JR西日本）東海道本線（JR京都線）の島本駅において、入線メロディとして採用されている。これは駅の設けられる島本町に山崎蒸溜所があることにちなんだもので、地元からの要望に基づくものである。ただし蒸溜所の最寄り駅は隣の山崎駅である。